# Innovatum

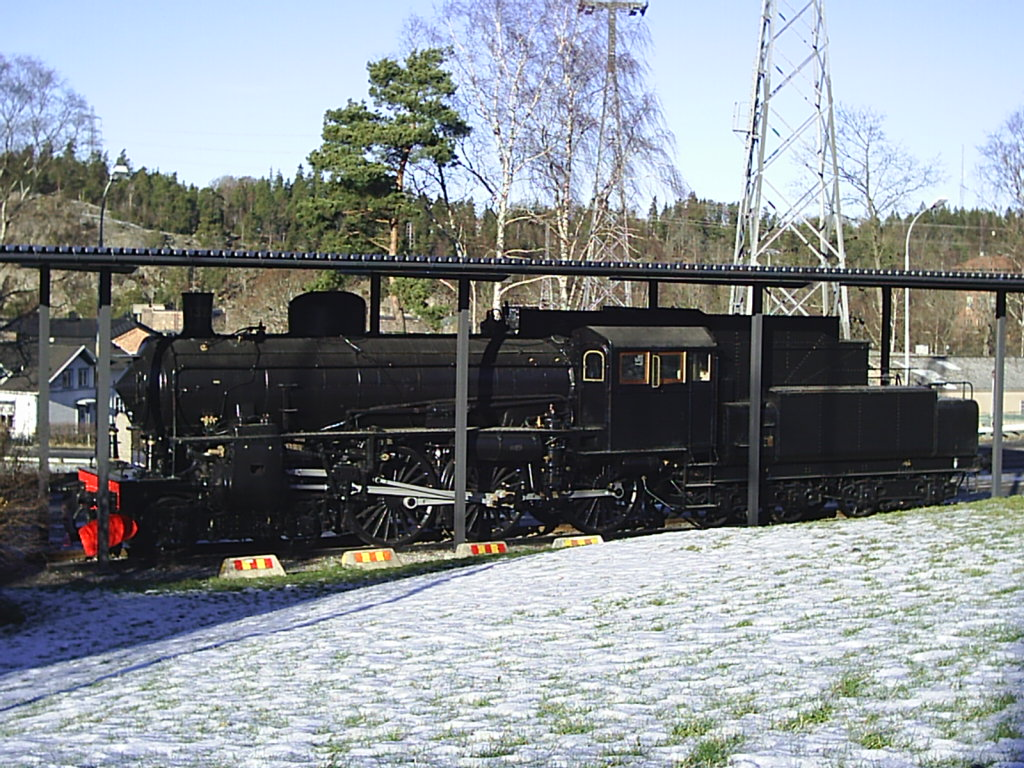
Nohablok nr 1115, SJ B 1320, tillverkat 1917

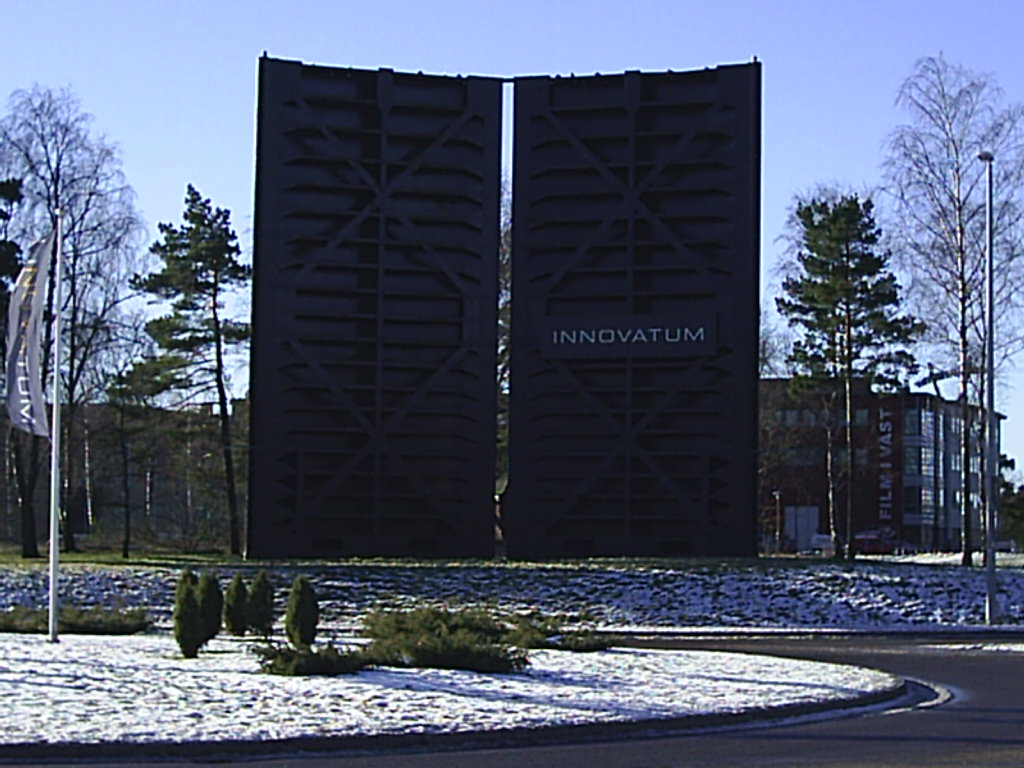
Upp och ner vända slussportar vid Erik Carlssonrondellen på väg mot Innovatumområdet, tidigare Nohabs industriområde.

Innovatum Science Park är en miljö för kunskap, företagande och innovation. Verksamheten har sitt huvudsäte i Trollhättan med närhet till Högskolan Väst och är en är en av sex science parks i Västra Götalands län.
Utifrån sitt industriella arv och djupa förankring inom industriell teknik är Innovatum Science Parks uppdrag är att arbeta för ett långsiktigt konkurrenskraftigt näringsliv. Med utgångspunkt i aktuella samhällsutmaningar verkar science parken i skärningspunkten mellan akademi, näringsliv och offentliga aktörer för framtidsinriktade, hållbara och storskaligt genomförbara lösningar:. 
Fram till år 2021 hette företaget bara Innovatum. Det bildades 1997 av Stiftelsen Innovatum som ville skapa en utvecklingsarena på platsen där det anrika verkstadsföretaget NOHAB tidigare låg. Innovatum utvecklades efterhand till att bli en koncern med flera olika delar. Inom det som går under varumärket Innovatum Science Park bedrivs idag projektverksamhet för näringslivsutveckling, en inkubator för startup-bolag samt - i samverkan med andra parter - Produktionstekniskt centrum (PTC). Här ingår också verksamheten inom Energikontor Väst. Till Innovatumkoncernen hör också Saab Car Museum samt vetenskapscentret Innovatum Science Center som har i uppdrag att intressera barn- och unga för teknik och naturvetenskap och industrisamhällets förändring. Wargön Innovation AB, som möjliggör produktion av framtidens hållbara material, är ett dotterbolag till Innovatum AB.
I och kring lämningarna från verkstadsindustrin NOHAB har det, bredvid Innovatum, också vuxit fram en rad andra verksamheter på det som numer kallas för Innovatumområdet. Bland annat Film i Väst, N3 - ett kulturhus för unga, konstgalleri, restauranger, träningsanläggningar och en mängd andra företag. I närheten finns också Trollhättans fall- och slussområde, en del av Trollhätte kanal. Fram till 2017 fanns en knappt 400 meter lång linbana som korsade Trollhätte kanal och förband Innovatum med fallområdet där man kan besöka utställningslokalen Insikten som bland annat informerar om elektricitet och vattenkraft. Idag finns en bro över kanalen.